# Рузиев, Сабиржан Сабитович
Сабиржан Сабитович Рузиев (род. 15 июня 1953, Беловодское, Фрунзенская область) — советский и узбекский фехтовальщик. Заслуженный мастер спорта СССР. С 1992 по 1995 год — председатель Государственного комитета Республики Узбекистан по физической культуре и спорту, с 1995 по 2003 год — президент НОК Узбекистана.

## Карьера
С. С. Рузиев родился в киргизском селе Беловодское. Этнический узбек. Начал заниматься фехтованием в Ташкенте.
Участвовал в Олимпиаде-1976, где показал 4 место в индивидуальном зачёте. На московской Олимпиаде также был 4-м в индивидуальном зачёте, но кроме того завоевал серебро командных соревнований.
Дважды становился чемпионом мира, один — вице-чемпионом, один — бронзовым призёром, но только в командном зачёте.
Чемпион СССР 1980 года.
После окончания карьеры стал спортивным функционером: возглавлял Федерацию фехтования Узбекистана, Национальный Олимпийский комитет Узбекистана.

## Награды
- Заслуженный спортсмен Республики Узбекистан (1992)[3]
- Почётная грамота Республики Узбекистан (1994)[4]